# Allgemeine Hofkammer
Die Allgemeine Hofkammer war von 1816 bis 1848 die zentrale Finanzbehörde des Kaisertums Österreich.

## Geschichte
Hofkammer war ursprünglich die Bezeichnung einer Behörde, die das Vermögen des Herrschers („Kammergut“) verwaltete. Hofkammern bestanden in vielen Territorien des Heiligen Römischen Reichs.
In den habsburgischen Landen wurde die Hofkammer ab 1527 unter Ferdinand I. sukzessive zu einer Art Finanz- und Wirtschaftsministerium des Hofs bzw. Gesamtstaates. Ab Maria Theresia und Joseph II. häufig umstrukturiert, entstand 1816 die „allgemeine Hofkammer“ in Wien, die nicht nur die oberste Behörde für das Finanzwesen im Kaisertum Österreich, sondern auch für Handel, Wirtschaft, Bergbau und den Verkehr zuständig war. Erst 1848 wurden diese Kompetenzen auf mehrere neu geschaffene Ministerien, u. a. das k. k. Finanzministerium aufgeteilt.

## Präsidenten
- 1816–1823 Ignaz Karl von Chorinsky
- 1823–1830 Michael Graf von Nádasdy
- 1830–1834 Franz von Klebelsberg zu Thumburg
- 1834–1840 Peter Joseph Freiherr von Eichhoff
- 1840–1848 Karl Friedrich von Kübeck